# Castianeira leptopoda
Castianeira leptopoda är en spindelart som beskrevs av Cândido Firmino de Mello-Leitão 1929. 
Castianeira leptopoda ingår i släktet Castianeira och familjen flinkspindlar. Inga underarter finns listade.